# Gelsemiaceae
Gelsemiaceae is een botanische naam, voor een familie van tweezaadlobbige planten. Een familie onder deze naam wordt pas sinds kort erkend door systemen van plantentaxonomie, waaronder het APG-systeem (1998) en het APG II-systeem (2003). Voorheen werden de betreffende planten ingedeeld bij de familie Loganiaceae.
Het betreft een kleine familie van twee genera.